# MasterType
MasterType est un jeu vidéo de dactylographie créé par Bruce Zweig et publié en 1981 sur Apple II avant d’être porté sur Atari 8-bit, IBM PC et Commodore VIC-20. Dans le jeu, le joueur dispose d’un vaisseau, positionné au centre de l’écran. Dans les quatre coins de l’écran apparaissent des lettres, des mots, des nombres ou des symboles, qui correspondent à ce que le joueur doit taper au clavier. Ces mots sont accompagnés d’un missile, d’un satellite ou d’une boule de feu qui se déplace en direction du vaisseau et que le joueur peut détruire en tapant le mot qui leur est associé. Un nouveau mot et un nouvel objet apparait alors dans le coin de l’écran correspondant. Le vaisseau du joueur est protégé par quatre boucliers, correspondant à chacun des quatre coins, qui peuvent chacun encaisser les dégâts d’un objet. Si le vaisseau est touché par un second projectile venant du même coin, il est détruit et la partie se termine,,.